# هيدريد الكالسيوم
 هيدريد الكالسيوم مركب كيميائي له الصيغة CaH2 ، ويكون على شكل بلورات عديمة اللون في الحالة النقية، إلا أن المتوفر منه كعينات تجارية تكون بلوراته رمادية اللون.

## الخواص
- يتفاعل هيدريد الكالسيوم مع الماء حيث يتحرر غاز الهيدروجين حسب المعادلة

CaH2 + 2 H2O → Ca(OH)2 + 2 H2
كذلك يتفاعل مع الكحولات الدنيا.

## التحضير
يحضر هيدريد الكالسيوم من تمرير غاز الهيدروجين الجاف تماماً (خال من أي أثر للماء) بحذر على فلز الكالسيوم النقي (دون وجود لطبقة الأكسيد على سطحه) وذلك عند درجة حرارة مقدارها 400 °س. تفاعل التحضير هذا ناشر للحرارة بشدة.
Ca + H2 → CaH2

## الاستخدامات
- نتيجة لشراهة هيدريد الكالسيوم للماء يستخدم كمجفف لبعض المحلات القاعدية مثل البيريدين.[2]
- يستخدم لتوليد غاز الهيدروجين حيث كل 1 غ من هيدريد الكالسيوم ينتج 1 ليتر من غاز الهيدروجين تحت الشروط النظامية.
- يستخدم مركب هيدريد الكالسيوم في استحصال العديد الفلزات من أكاسيدها مثل فلزات التيتانيوم والزركونيوم والفاناديوم والكروم والتنغستن وغيرها، نتيجة حدوث تفاعل أكسدة-اختزال بين الهيدريد والأكسيد وذلك حسب المعادلة العامة:

MOn + nCaH2 → M + nCaO + nH2